# 穗 (植物學)
穗是穀類植物（如小麥或玉米）莖的含粒尖端部分。 它也可以指“一些葉子中的突出葉”。
它是一個穗狀花序，由一個中央莖組成，上面生長着密密麻麻的花朵。 這些發育成含有可食用種子的水果。 在玉米中，它受到稱為外殼（husks）的葉子的保護。
一種學名為的線蟲動物門生物通過在生長過程中破壞組織和莖，來特別影響小麥和黑麥的穗。 大多數國家（北非和西亞除外）已通過輪作系統根除該寄生物種。